# Община (адміністративно-територіальна одиниця)
Община — назва адміністративно-територіальної одиниці у південнослов'янських країнах. У перекладі українською означає «громада».
| Країна               | Назва мовою оригіналу    | Назва мовою оригіналу    | Пов'язані статті             | Рівень                                                       |
| Країна               | однина                   | множина                  | Пов'язані статті             | Рівень                                                       |
| -------------------- | ------------------------ | ------------------------ | ---------------------------- | ------------------------------------------------------------ |
| Болгарія             | община                   | общини                   | Общини Болгарії              | 2-го рівня                                                   |
| Боснія і Герцеговина | opština, općina, општина | opštine, općine, општине | Общини Боснії та Герцеговини | Федерація БіГ — 3-го рівня, Республіка Сербська — 2-го рівня |
| Косово               | општина, opština         | општине, opštine         | Общини Косово (алб. Komuna)  | 1-го рівня                                                   |
| Північна Македонія   | општина                  | општини                  | Общини Північної Македонії   | 1-го рівня                                                   |
| Росія                | община                   | общины                   | Сільська община              |                                                              |
| Сербія               | општина, opština         | општине, opštine         | Міста та общини Сербії       | 2-го рівня                                                   |
| Словенія             | občina                   | občini                   | Общини Словенії              | 1-го рівня                                                   |
| Хорватія             | općina                   | općine                   | Общини Хорватії              | 2-го рівня                                                   |
| Чорногорія           | opština, општина         | opštine, општине         | Общини Чорногорії            | 1-го рівня                                                   |